# 縣道149號
縣道149號（竹山－梅山），又稱竹梅公路，北起南投縣竹山鎮竹圍子，南至嘉義縣梅山鄉梅山市區，全長共計40.218公里（公路總局資料）。
- 縣道149號起點位於台3線路口

## 支線

### 甲線
縣道149甲線（斗六－太和），北起雲林縣斗六市林子頭，南至嘉義縣梅山鄉油車寮，全長共計53.786公里。此支線起終點皆不在149號上，與149號有部分路段共線（雲投縣界－石橋，約四公里），里程也比主線還要長，是目前臺灣最長的縣道支線。
25k~28k因921大地震及其後發生之風災，約有三公里道路崩毀，經雲林縣政府2018年底投入近3億經費復建此「草嶺公路」，所有工程皆已完成並於2022年2月25日辦理全線通車。現階段全線僅能開放15頓以下的小型車輛通行。

### 乙線
縣道149乙線（內寮－外湖），北起南投縣竹山鎮內寮，南至雲林縣古坑鄉外湖 ，全長共計8.836公里。是竹山往草嶺的聯絡道路。
- 縣道149乙線起點，與縣道149主線分歧處。
- 縣道149乙線終點，與縣道149甲線交會。

## 行經行政區域
主線
| 南投縣 | 竹山鎮 | 竹圍子   | 0.000  | 台3線             | 公路起點                |
| 南投縣 | 竹山鎮 | 竹圍子   | －     | 投48線            | 投48線起點              |
| 南投縣 | 竹山鎮 | 硘磘     | －     | （地區道路）      |                         |
| 南投縣 | 竹山鎮 | 車店     | －     | 投47-1線          | 投47-1線終點            |
| 南投縣 | 竹山鎮 | －       |        |                   |                         |
| 南投縣 | 竹山鎮 | 過溪     | 3.532  | 投49-1線 · 投53線 | 投49-1線起點 投53線起點 |
| 南投縣 | 竹山鎮 | 過溪     | －     |                   |                         |
| 南投縣 | 竹山鎮 | 過溪     | －     | （地區道路）      |                         |
| 南投縣 | 竹山鎮 | －       |        |                   |                         |
| 南投縣 | 竹山鎮 | 泉州寮   | －     | （地區道路）      |                         |
| 南投縣 | 竹山鎮 | －       |        |                   |                         |
| 南投縣 | 竹山鎮 | 百家春   | －     | （地區道路）      |                         |
| 南投縣 | 竹山鎮 | 百家春   | －     |                   |                         |
| 南投縣 | 竹山鎮 | 百家春   | －     | （地區道路）      |                         |
| 南投縣 | 竹山鎮 | 百家春   | －     |                   |                         |
| 南投縣 | 竹山鎮 | 百家春   | －     | （無）            |                         |
| 南投縣 | 竹山鎮 | －       |        |                   |                         |
| 南投縣 | 竹山鎮 | 山坪頂   | －     | （無）            |                         |
| 南投縣 | 竹山鎮 | 山坪頂   | －     |                   |                         |
| 南投縣 | 竹山鎮 | 山坪頂   | －     | （地區道路）      |                         |
| 南投縣 | 竹山鎮 | 山坪頂   | －     |                   |                         |
| 南投縣 | 竹山鎮 | 山坪頂   | －     | 投53線            | 投53線終點              |
| 南投縣 | 竹山鎮 | 山坪頂   | －     | 投52線            | 投52線起點              |
| 南投縣 | 竹山鎮 | －       |        |                   |                         |
| 南投縣 | 竹山鎮 | 瑞竹     | －     | （地區道路）      |                         |
| 南投縣 | 竹山鎮 | 瑞竹     | －     |                   |                         |
| 南投縣 | 竹山鎮 | 瑞竹     | 10.330 | （地區道路）      |                         |
| 南投縣 | 竹山鎮 | －       |        |                   |                         |
| 南投縣 | 竹山鎮 | 桶頭     | 14.065 | 縣道158甲線       | 縣道158甲線終點         |
| 南投縣 | 竹山鎮 | 內寮     | 15.182 | 縣道149乙線       | 縣道149乙線起點         |
| 雲林縣 | 古坑鄉 | 過寮     | 19.334 | 縣道149甲線       | 與縣道149甲線共線起點   |
| 雲林縣 | 古坑鄉 | 樟湖     | 21.574 | 縣道149甲線       |                         |
| 雲林縣 | 古坑鄉 | －       |        |                   |                         |
| 雲林縣 | 古坑鄉 | 石橋     | 23.300 | 縣道149甲線       | 與縣道149甲線共線終點   |
| 雲林縣 | 古坑鄉 | 十字關   | －     | 雲212線           | 與雲212線共線起點       |
| 雲林縣 | 古坑鄉 | 苦苓腳   | －     | 雲212線           | 與雲212線共線終點       |
| 雲林縣 | 古坑鄉 | 華山     | 32.819 | 雲208線           | 雲208線終點             |
| 雲林縣 | 古坑鄉 | 華山     | －     | 雲209線           | 雲209線終點             |
| 雲林縣 | 古坑鄉 | 華山     | －     | 雲210線           | 雲210線終點             |
| 雲林縣 | 古坑鄉 | －       |        |                   |                         |
| 雲林縣 | 古坑鄉 | 橫路口   | 38.861 | 雲209線           | 與雲209線共線起點       |
| 雲林縣 | 古坑鄉 | 橫路口   | －     | 雲209線           | 與雲209線共線終點       |
| 嘉義縣 | 梅山鄉 | 梅山市區 | －     | 縣道162甲線       | 縣道162甲線起點         |
| 嘉義縣 | 梅山鄉 | 梅山市區 | 40.218 | 台3線             | 公路終點                |
| 共線   |        |          |        |                   |                         |

甲線
| 雲林縣 | 斗六市   | 林子頭     | 0.000   | 台3線        | 公路起點              |
| 雲林縣 | 斗六市   | －         |         |              |                       |
| 雲林縣 | 斗六市   | 重光       | －      | 雲215線      | 雲215線起點           |
| 雲林縣 | 古坑鄉   | 東和       | －      | 雲201線      | 雲201線起點           |
| 雲林縣 | 古坑鄉   | 東和       | －      | 雲198線      | 雲198線終點           |
| 雲林縣 | 古坑鄉   | 東和       | －      | 雲213線      |                       |
| 雲林縣 | 古坑鄉   | 荷苞厝     | －      | （地區道路） |                       |
| 雲林縣 | 古坑鄉   | 古坑交流道 | －      | 國道三號     | 國道三號僅設南下出口  |
| 雲林縣 | 古坑鄉   | －         |         |              |                       |
| 雲林縣 | 古坑鄉   | 古坑交流道 | －      | 國道三號     | 國道三號僅設北上入口  |
| 雲林縣 | 古坑鄉   | 荷苞厝     | －      | 雲201-1線    | 雲201-1線終點         |
| 雲林縣 | 古坑鄉   | 荷苞厝     | －      | 雲200線      | 雲200線終點           |
| 雲林縣 | 古坑鄉   | －         |         |              |                       |
| 雲林縣 | 古坑鄉   | 早仔寮     | －      | （地區道路） |                       |
| 雲林縣 | 古坑鄉   | －         |         |              |                       |
| 雲林縣 | 古坑鄉   | 東和       | －      | （地區道路） |                       |
| 雲林縣 | 古坑鄉   | －         |         |              |                       |
| 雲林縣 | 古坑鄉   | 尖山坑     | 12.600  | 縣道158甲線  | 與縣道158甲線共線起點 |
| 雲林縣 | 古坑鄉   | 尖山坑     | －      |              |                       |
| 雲林縣 | 古坑鄉   | 尖山坑     | 13.800  | 縣道158甲線  | 與縣道158甲線共線終點 |
| 南投縣 | 竹山鎮   | 內寮       | －      | （地區道路） |                       |
| 雲林縣 | 古坑鄉   | 過寮       | 16.500  | 縣道149號    | 與縣道149號共線起點   |
| 雲林縣 | 古坑鄉   | 樟湖       | －      | 縣道149號    |                       |
| 雲林縣 | 古坑鄉   | －         |         |              |                       |
| 雲林縣 | 古坑鄉   | 石橋       | 21.400  | 縣道149號    | 與縣道149號共線終點   |
| 雲林縣 | 古坑鄉   | 25         |         |              |                       |
| 雲林縣 | 古坑鄉   | 外湖       | 31.400  | 縣道149乙線  | 縣道149乙線終點       |
| 雲林縣 | 古坑鄉   | －         |         |              |                       |
| 雲林縣 | 古坑鄉   | 內湖       | －      | （地區道路） |                       |
| 雲林縣 | 古坑鄉   | 內湖       | － 隧道 |              |                       |
| 雲林縣 | 古坑鄉   | 內湖       | －      | 雲220線      | 雲220線起點           |
| 雲林縣 | 古坑鄉   | － 隧道    |         |              |                       |
| 雲林縣 | 古坑鄉   | 草嶺       | 39.700  | 雲220-1線    | 雲220-1線終點         |
| 雲林縣 | 古坑鄉   | 草嶺       | －      |              |                       |
| 雲林縣 | 古坑鄉   | 草嶺       | －      | （地區道路） |                       |
| 雲林縣 | 古坑鄉   | 草嶺       | －      |              |                       |
| 雲林縣 | 古坑鄉   | 草嶺       | －      | （地區道路） |                       |
| 雲林縣 | 古坑鄉   | 草嶺       | －      |              |                       |
| 雲林縣 | 古坑鄉   | 草嶺       | －      | （無）       |                       |
| 雲林縣 | 古坑鄉   | 草嶺       | － 隧道 |              |                       |
| 雲林縣 | 古坑鄉   | 草嶺       | 45.200  | 豐山聯絡道   |                       |
| －     |          |            |         |              |                       |
| 嘉義縣 | 梅山鄉   | 全仔社     | －      | 縣道169號    | 縣道169號起點         |
| 嘉義縣 | 梅山鄉   | －         |         |              |                       |
| 嘉義縣 | 梅山鄉   | 大里網     | －      | （地區道路） |                       |
| 嘉義縣 | 梅山鄉   | 大里網     | －      |              |                       |
| 嘉義縣 | 梅山鄉   | 大里網     | －      | 豐山聯絡道   |                       |
| 嘉義縣 | 阿里山鄉 | 來吉       | －      | （無）       |                       |
| 嘉義縣 | 阿里山鄉 | 來吉       | －      |              |                       |
| 嘉義縣 | 阿里山鄉 | 來吉       | －      | （地區道路） |                       |
| 嘉義縣 | 阿里山鄉 | 來吉       | －      |              |                       |
| 嘉義縣 | 阿里山鄉 | 來吉       | 49.000  | 嘉155線      | 嘉155線起點           |
| 嘉義縣 | 阿里山鄉 | 來吉       | －      |              |                       |
| 嘉義縣 | 阿里山鄉 | 來吉       | －      | （地區道路） |                       |
| 嘉義縣 | 梅山鄉   | 太和       | －      | （無）       |                       |
| 嘉義縣 | 梅山鄉   | 太和       | －      |              |                       |
| 嘉義縣 | 梅山鄉   | 太和       | －      | （無）       |                       |
| 嘉義縣 | 梅山鄉   | 太和       | －      |              |                       |
| 嘉義縣 | 梅山鄉   | 太和       | －      | （地區道路） |                       |
| 嘉義縣 | 梅山鄉   | －         |         |              |                       |
| 嘉義縣 | 梅山鄉   | 油車寮     | 53.786  | 縣道169號    | 公路終點              |
| 共線   |          |            |         |              |                       |

乙線
| 南投縣 | 竹山鎮 | 內寮   | 0.000 | 縣道149號    | 公路起點 |
| 南投縣 | 竹山鎮 | －     |       |              |          |
| 南投縣 | 竹山鎮 | 大丘園 | －    | （地區道路） |          |
| 南投縣 | 竹山鎮 | －     |       |              |          |
| 南投縣 | 竹山鎮 | 檳榔宅 | －    | （地區道路） |          |
| 雲林縣 | 古坑鄉 | 外湖   | 8.836 | 縣道149甲線  | 公路終點 |
|        |        |        |       |              |          |

## 沿線路名
| 主線 - 二竹路 - 鯉南路 - 興中路 - 新興路 - 華山路 | 甲線 - 成功路 - 文化路 - 環外路 | 乙線 - 鯉南路 |

## 沿線設施與景點
| 主線 - 南投縣竹山鎮前山國民小學 - 南投縣立過溪國民小學 - 南投縣竹山鎮瑞竹國民小學 - 南投縣竹山鎮桶頭國民小學 - 樟湖風景區 - 華山休閒農業區 - 雲林縣古坑鄉華山國民小學 - 嘉義縣立梅山國民中學 | 甲線 - 東和茄苳公 - 古坑交流道（ 國道三號） - 萬年峽谷 - 草嶺風景區 - 雲林縣古坑鄉草嶺生態地質國民小學 - 阿里山國家風景區 |